# Beloved (1998)
Beloved is een Amerikaanse psychologische horror-dramafilm uit 1998 geregisseerd door Jonathan Demme en gebaseerd op de gelijknamige roman van Toni Morrison uit 1987.

## Verhaallijn
Sethe is een voormalige slaaf die na de Amerikaanse Burgeroorlog word achtervolgd door een poltergeist en word bezocht door haar gereïncarneerde dochter.

## Rolverdeling
| Acteur           | Personage     |
| ---------------- | ------------- |
| Oprah Winfrey    | Sethe         |
| Danny Glover     | Paul D.       |
| Thandiwe Newton  | Beloved       |
| Kimberly Elise   | Denver        |
| Hill Harper      | Halle         |
| Beah Richards    | Baby Suggs    |
| LisaGay Hamilton | jongere Sethe |
| Jason Robards    | Mr. Bodwin    |

## Ontvangst
Op Rotten Tomatoes, een website die recensies verzameld, kreeg Beloved een overwegend positieve beoordeling van 72%, gebaseerd op 127 recensies, met een gemiddelde beoordeling van 7,5 uit 10. Het heeft een score van 58 uit 100 op Metacritic, gebaseerd op 24 recensies. De CinemaScore, een score gegeven via een enquête onder bioscoopbezoekers, gaf de film gemiddeld een 'C+' op een schaal van A+ tot F. De film was genomineerd voor een Oscar voor beste kostuumontwerp voor Colleen Atwood op de 71ste Oscaruitreiking, maar deze ging naar Sandy Powell voor Shakespeare in Love.